# Widodo Martani
Widodo Martani is een bestuurslaag in het regentschap Sleman van de provincie Jogjakarta, Indonesië. Widodo Martani telt 7165 inwoners (volkstelling 2010).